# Jersey Girl (canción)
"Jersey Girl" es una canción compuesta y originalmente cantada por el músico estadounidense Tom Waits, publicada en su álbum de 1980 Heartattack and Vine.

## Composición
Waits escribió la canción con su futura esposa, Kathleen Brennan, quien había estado viviendo en Nueva Jersey.  Es una de las canciones más tiernas de Waits, y captura un sentimiento de anhelo romántico a pesar de sus detalles.
Waits comentó en una entrevista en 1980: "Nunca pensé que me sorprendería  mí mismo diciendo 'sha la la' en una canción... Es mi primer experimento con 'sha la la'". La grabación de Tom incluye batería, bajo, guitarra, teclados y glockenspiel, en un arreglo que captura un sentimiento semejante al de canciones como "Under the Boardwalk" o "Spanish Harlem".
El escritor Stephen Holden vio ecos de Bruce Springsteen en "Jersey Girl" incluso antes de que Springsteen versionase la canción. La canción está también incluida en los álbumes recopilatorios Bounced Checks (1981), Anthology of Tom Waits (1985) y Used Songs: 1973-1980 (2001). Waits interpretó la canción durante su aparición televisiva en el programa VH1 Storytellers en 1999.

## Versión de Bruce Springsteen
"Jersey Girl" es también conocida por la versión de Bruce Springsteen y la E Street Band publicada como cara B del sencillo de 1984 "Cover Me".  Springsteen introdujo la canción en su repertorio en julio de 1981 durante la apertura del Meadowlands Arena de Nueva Jersey, en la gira de promoción de The River, diciendo al público: "Sólo quiero deciros que hicísteis esta noche para nosotros. Esto es algo especial que aprendimos para vosotros". Bruce adaptó la letra de Waits, cambiando versos como "whores on Eighth Avenue" por "The girls out on the avenue".
La interpretación del 9 de julio fue usada para la publicación del sencillo "Cover Me". Unas semanas después, el 24 de agosto, Waits se unió a Springsteen en el escenario de Los Angeles Sport Arena para interpretar la canción juntos. "Jersey Girl" se convirtió en el tema de cierre del box set de 1986 Live/1975-85.
"Jersey Girl" se convirtió en una canción favorita del público de Bruce, tocada a menudo en conciertos ofrecidos en Nueva Jersey y Filadelfia durante los años 80 y 90. Con los años ha sido relegada del repertorio de Springsteen, y fue elegida para abrir el último de quince conciertos ofrecidos en el Meadowlands de Nueva Jersey en 1999 durante la gira de reunión de la E Street Band y para cerrar el último de diez conciertos ofrecidos en el Giants Stadium de Nueva Jersey en la gira de promoción de The Rising en 2003. Springsteen también tocó "Jersey Girl" en los conciertos ofrecidos en el Giants Stadium durante la gira de promoción de Magic, y fue la última canción interpretada durante el concierto del 9 de octubre de 2009, previo a la demolición del Giants Stadium. 